# Podróż apostolska Benedykta XVI na Maltę
W dniach od 17 kwietnia do 18 kwietnia 2010 odbyła się podróż apostolska Benedykta XVI na Maltę. W czasie dwudniowej wizyty papież odwiedził: stolicę kraju (Valletta), Grotę św. Pawła w Rabacie oraz Florianę. Pielgrzymka apostolska jest związana z 1950 rocznicą przybycia świętego Pawła na wyspę.

## Plan wizyty Benedykta XVI na Malcie

### 17 kwietnia
- 15:30 Wylot z rzymskiego lotniska Fiumicino
- 17:00 Uroczystość powitalna na lotnisku w Luqa
- 18:15 Wizyta u prezydenta Republiki Maltańskiej, George’a Abeli
- 19:45 Odwiedziny Groty świętego Pawła w Rabacie

### 18 kwietnia
- 10:00 Benedykt XVI przewodniczy Eucharystii na Placu Spichlerzy we Florianie.
- 13:00 Posiłek w Nuncjaturze Apostolskiej
- 17:15 Spotkanie papieża z młodzieżą na nabrzeżu Wielkiego Portu w La Vallettcie.
- 18:40 Uroczystości pożegnalne
- 19:10 Odlot do Rzymu